# 里勒河畔格罗莱
里勒河畔格罗莱（法語：Grosley-sur-Risle，法語發音：[ɡʁɔlɛ syʁ ʁil]）是法国厄尔省的一个市镇，位于该省中部偏西，属于贝尔奈区。

## 地理
里勒河畔格罗莱（49°3'0"N, 0°48'46"E）面积13.18 平方千米，位于法国诺曼底大区厄尔省，该省份为法国北部内陆省份，北起滨海塞纳省，西接奧恩省和卡爾瓦多斯省，南至厄尔-卢瓦省，东临瓦兹省、瓦兹河谷省和伊夫林省。
与里勒河畔格罗莱接壤的市镇（或旧市镇、城区）包括：巴尔克、巴尔凯、博蒙勒罗歇、拉乌赛、乌什地区勒努瓦耶、勒普莱西-圣奥波蒂娜、罗米伊-拉皮特奈。

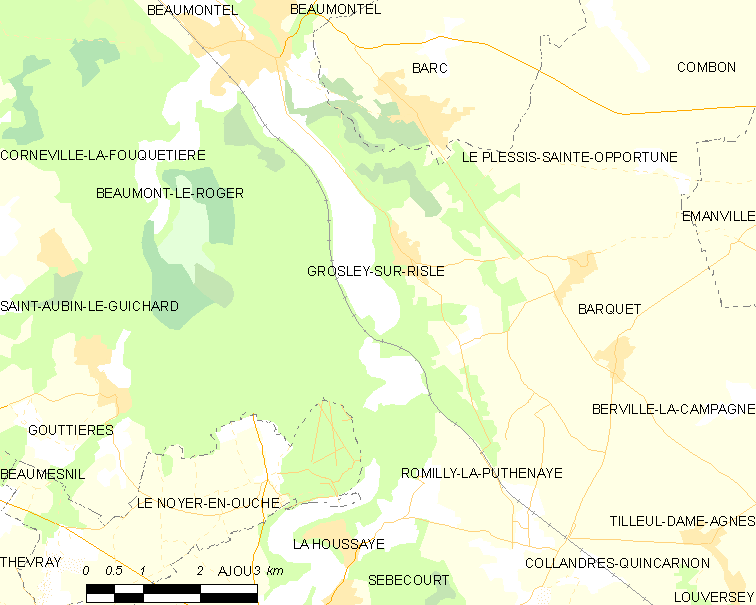
里勒河畔格罗莱的OSM定位图

里勒河畔格罗莱的时区为UTC+01:00、UTC+02:00（夏令时）。

## 行政
里勒河畔格罗莱的邮政编码为27170，INSEE市镇编码为27300。

## 政治
里勒河畔格罗莱所属的省级选区为布里奥讷县。

## 人口

1962-2008年间里勒河畔格罗莱人口变化图示

里勒河畔格罗莱于2022年1月1日时的人口数量为525人。